# Гай Теренций Тулий Гемин
Гай Теренций Тулий Гемин (на латински: Gaius Terentius Tullius Geminus) e римски сенатор през 1 век.
От октомври до декември 46 г. e суфектконсул. По времето на император Клавдий e августов легат на Мизия. През 62 г. по времето на Нерон съди Авъл Дидий Гал Фабриций Веиенто.